# Azotämie
Als Azotämie bezeichnet man die erstmals 1904 durch Fernand Widal nachgewiesene abnorme Vermehrung von stickstoffhaltigen Endprodukten des Proteinstoffwechsels (Reststickstoff, dessen Bestimmung 1902 von Hermann Strauß zur Diagnostik in die Innere Medizin eingeführt wurde) im Blut.

## Etymologie
Das Fachwort Azotämie wurde als Hybrid gebildet aus dem französischen Wort azote für Stickstoff (lateinisch nitrogenium) und aus dem altgriechischen Wort αἶμα haima, deutsch ‚Blut‘. Das französische Wort azote bildete sich wiederum aus dem altgriechischen ζἀω, ζῶ zao, zo, deutsch ‚leben – ich lebe‘ (ζωός zōós, deutsch ‚lebend, lebendig, gesund‘; το ζῶον to zoon, deutsch ‚das Tier‘). Davor steht das Alpha privativum (α privativum), welches das Folgende ins Gegenteil ändert. Also bedeutete azote ursprünglich nicht lebend oder sterbend, als Hinweis auf den Katabolismus.
Ähnlich erklärte schon Ludwig August Kraus die Herkunft des Wortes Azotum = Stickstoff = Nitrogen = Azot: Alpha privativum und „eigentlich Zoogenium. Man nannte das Zoogen so, weil Thiere im Zoogengas schnell ersticken, was aber im Phytogengas (sogenanntes kohlensaures Gas) und anderen ebenfalls geschieht!“ Nach Kraus kannte schon Paracelsus das Wort Azoth als rotes Quecksilberoxyd mit „kräftiger thiertötender Wirkung.“

## Einteilungen
Hauptsächlich handelt es sich bei einer Azotämie um einen Anstieg von Harnstoff und Kreatinin, aber auch Harnsäure, Phenole, Guanidin und Amine sind erhöht.
- Insbesondere bei Urämie ist diese Vermehrung als Retentionsazotämie zu beobachten.
- Eine Produktionsazotämie kommt bei verminderter Proteinproduktion oder bei erhöhtem Proteinabbau – wie nach Verbrennungen, Strahlentherapie, einem Crush-Syndrom – zustande.

Die Einteilung kann auch als renale – von lateinisch ren (Niere) – bzw. prärenale Azotämie erfolgen, was bedeutet, dass die Ursachen des Anstiegs dieser harnpflichtiger Substanzen in der Niere selbst oder „vor der Niere“ zu suchen sind. Eine renale Azotämie ist Anzeichen eines Nierenversagens. Es gibt eine weitere Einteilungsmöglichkeit:
- extrarenale Azotämie oder metabolische Azotämie, hervorgerufen durch eine Störung des Eiweißstoffwechsels
- renale Azotämie oder Retentionsazotämie allgemein bei Nierenfunktionsstörungen

Ähnlich unterteilt Tinsley Randolph Harrison in
- eine prärenale Azotämie[5]
- eine postrenale Azotämie und
- eine intrinsische Azotämie (intrinsische parenchymatöse Nierenerkrankung,[6] intrinsische Nierenerkrankungen[7])

Dabei gelten prärenale und postrenale Azotämien als extrarenale Azotämien. „Unter extrarenaler Azotämie verstehen wir eine Erhöhung harnpflichtiger Substanzen im Blut, die nicht durch eine Verschlechterung der Nierenfunktion hervorgerufen wird. Unter der Bezeichnung extrarenales Nierensyndrom faßte Nonnenbruch Ende der dreißiger Jahre eine Reihe funktioneller Nierenstörungen zusammen.“

## Ursachen
Ursächlich für eine Azotämie sind eine „verminderte glomeruläre Filtration [und eine] verstärkte tubuläre Rückresorption“.
Als hypochlorämische Azotämie (auch als chloroprive Azotämie oder Salzmangel-Azotämie bezeichnet) wird eine Exsikkose (Austrocknung) bei gleichzeitigem Mangel an Blutsalzen bezeichnet, wie dies bei schweren Brechdurchfällen, einem diabetischen Koma oder einer Addison-Krise auftreten kann.

## Diagnostik
Das Harnstoff-Kreatinin-Verhältnis ist ein nützliches Maß zur Bestimmung der Art der Azotämie. Im Englischen wird dieser Index als Urea-to-creatinine ratio bezeichnet. Das BUN-to-creatinine ratio bezeichnet Ähnliches. Dabei steht BUN für Blood urea nitrogen (Blut-Harnstoff-Stickstoff).
Die Harnstoffkonzentration im Serum liegt ungefähr zwischen 20 und 40 mg/dl. Die Kreatininkonzentration im Serum liegt bei Gesunden zwischen 0,7 und 1,2 mg/dl. Üblich ist die folgende Einteilung des Harnstoff-Kreatinin-Quotienten:
- wenn Harnstoff/Kreatinin > 110, dann handelt es sich um eine prärenale Azotämie
- wenn Harnstoff/Kreatinin zwischen 40 und 110 liegt, dann handelt es sich um einen Normalbefund oder um eine postrenale Azotämie
- wenn Harnstoff/Kreatinin < 40, dann handelt es sich um eine intrarenale Azotämie

Eine ähnliche Verhältniszahl ist der Albumin-Kreatinin-Quotient im Urin (Urin-Albumin-Kreatinin-Ratio).

## Azoturie
Analog zur Azotämie bezeichnet man als Azoturie das vermehrte Auftreten von Reststickstoff im Urin, also die „übermäßige Stickstoffausscheidung im Harn“, die wie die Azotämie nach größeren Verletzungen auftreten kann.